# Všeruby (powiat Domažlice)
Všeruby – gmina w Czechach, w powiecie Domažlice, w kraju pilzneńskim. Według danych z dnia 1 stycznia 2013 liczyła 799 mieszkańców.